# Высокинское (озеро)
Высо́кинское — озеро в Выборгском районе Ленинградской области. Расположено в 12 км на юго-восток от г. Приморск. В озеро впадает река Сенокосная. Вытекает протока Вихайоки. Высота над уровнем моря — 10,5 м.
Автотранспорт — по Приморскому шоссе к южной оконечности озера. Или дизельным поездом от г. Зеленогорск до ж.-д. ст. Ермилово и далее пешком 6 км.
Сообщение озёрной котловины с Финским заливом прервалось около 9500 лет назад в ходе регрессии Анцилового озера. В ходе Литориновой трансгрессии, озеро на непродолжительное время (между 7400 и 6900 лет назад) вновь становится заливом Балтийского моря.
Длина озера около 6 км, средняя ширина 1,5 км. Берега средневысокие, песчаные, покрыты сосновым лесом. Максимальные глубины до 12 м, средние — 4-5 м. Характер дна свальный. До глубин в 1,5-2 м — песок, галька, камень; далее — ил. Встречаются каменные гряды у мыса Комариный. Цвет воды зеленоватый, прозрачность около 2 м.
Зарастаемость слабая — преобладают тростник, элодея, кувшинка. Впадает в озеро р. Сенокосная, вытекающая из оз. Пионерское. Вытекает протока, впадающая в Финский залив (ширина около 5 м, глубина — 1 м). Рыбное население представлено окунем (в том числе и крупным), ершом, плотвой, щукой, сигом, налимом. Реже встречаются лещ, вьюн, судак.
Весной по протоке в водоём заходит плотва, редко язь, который берёт на червя, личинку репейника. Лучшие места для рыбалки — на участке при впадении р. Сенокосная, летом здесь хорошо берут плотва, щука. Ловить можно на донку, бортовую удочку, кружки, спиннинг. На глубинах от 5 м, начиная с сентября, берёт сиг. Лучшей снастью для него будет блесна, с подсадкой мелкого червя. Можно ловить поплавочной удочкой с берега, но лучше — с лодки. Зимой на озере хорошо берут окунь, ёрш, щука (есть крупная), сиг, налим. Посещаемость озера отдыхающими достаточно высока.